# 新生活運動
新生活運動（しんせいかつうんどう）は、中華民国政府が1934年から1949年までに推し進めた公民教育運動である。
1934年2月21日に、江西省南昌に新生活運動促進会が正式に成立し、「新生活運動綱要」と「新生活須知」が起草された。「礼義廉恥」をモットーに、公共マナーの向上、および生活習慣の改善を通じ、国民生活を合理化、近代化しようとした。1936年末に、全国1355県に新生活運動促進会が設立され、全国1940県のうちの約7割を占めた。
しかし、国共内戦における国民革命軍の敗戦により、新生活運動がとん挫し、事実上は1949年に終了した。西洋の学界は新生活運動を儒教思想とキリスト教思想、およびファシズム、日本の各要素をミックスした混合物である:4。